# كوه
كوه (باليابانية: KOHH) واسمه الحقيقي هو يوكي تشيبا (باليابانية: 千葉雄喜) مغني ياباني ولد يوم 22 نيسان 1990 في كيتا، طوكيو.

## أعماله

### ألبومات
| الألبوم    | تفاصيل الألبوم                                                                                                  |
| ---------- | --- |
| Monochrome | - تاريخ الأصدار: 30 تموز 2014 - شركة التسجيلات: Gunsmith Productions - نوع الأصدار: CD, digital download        |
| 梔子       | - تاريخ الأصدار: 1 كانون الثاني 2015 - شركة التسجيلات: Gunsmith Productions - نوع الأصدار: CD, digital download |
| Dirt       | - تاريخ الأصدار: 28 تشرين الأول 2015 - شركة التسجيلات: Gunsmith Productions - نوع الأصدار: CD, digital download |
| Dirt II    | - تاريخ الأصدار: 17 حزيران 2016 - شركة التسجيلات: Gunsmith Productions - نوع الأصدار: CD, digital download      |

## روابط خارجية
- كوه على موقع ميوزك برينز (الإنجليزية)
- كوه على موقع ديسكوغز (الإنجليزية)

## روابط أضافية
- الموقع الرسمي